# 化学物質関連法規の一覧
化学物質に関連した法規の一覧を示す。また、各法令名の後にその法令により定義される化学物質の種別も掲げる。
- あへん法 - あへん
- 覚醒剤取締法 - 覚せい剤、覚せい剤原料
- 大麻取締法 - 大麻
- 麻薬及び向精神薬取締法 - 麻薬、向精神薬
- 毒物及び劇物取締法 - 特定毒物、毒物、劇物
- 化学兵器禁止条約
- 特定化学物質の環境への排出量の把握等及び管理の改善の促進に関する法律（化管法） - 第一種指定物質、第二種指定物質
- 特定物質の規制等によるオゾン層の保護に関する法律 - 特定物質
- 医薬品、医療機器等の品質、有効性及び安全性の確保等に関する法律（医薬品医療機器等法） - 医薬品、医薬部外品、毒薬、劇薬
- 化学物質の審査及び製造等の規制に関する法律（化審法） - 監視化学物質、優先評価化学物質、第一種特定化学物質、第二種特定化学物質
- ダイオキシン類対策特別措置法 - ダイオキシン類
- 大気汚染防止法 - 揮発性有機化合物、粉塵、有害大気汚染物質、自動車排出ガス、煤煙
- スパイクタイヤ粉じんの発生の防止に関する法律 - スパイクタイヤ粉じん
- 自動車から排出される窒素酸化物及び粒子状物質の特定地域における総量の削減等に関する特別措置法 - 窒素酸化物、粒子状物質
- 水質汚濁防止法 - 重金属、有機化学物質など
- 土壌汚染対策法 - 特定有害物質
- 悪臭防止法 - 特定悪臭物質
- 高圧ガス保安法 - 圧縮ガス、液化ガス
- 労働安全衛生法 - 特定化学物質、有機溶剤、石綿、
- 農薬取締法 - 農薬
- 農用地の土壌の汚染防止等に関する法律 - カドミウム及びその化合物、銅及びその化合物、砒素及びその化合物
- 海洋汚染等及び海上災害の防止に関する法律 - 油性混合物、有害液体物質、油以外の液体物質、未査定液体物質
- ポリ塩化ビフェニル廃棄物の適正な処理の推進に関する特別措置法 - ポリ塩化ビフェニル
- 人の健康に係る公害犯罪の処罰に関する法律 - 公害罪
- 消防法、危険物の規制に関する規則 - 危険物
- 火薬類取締法 - 火薬
- 爆発物取締罰則 - 爆発物
- 特定工場における公害防止組織の整備に関する法律 - 粉塵
- 有害物質を含有する家庭用品の規制に関する法律 - 水銀化合物
- 特定有害廃棄物等の輸出入等の規制に関する法律 - 特定有害廃棄物